# Waterloo (Merseyside)

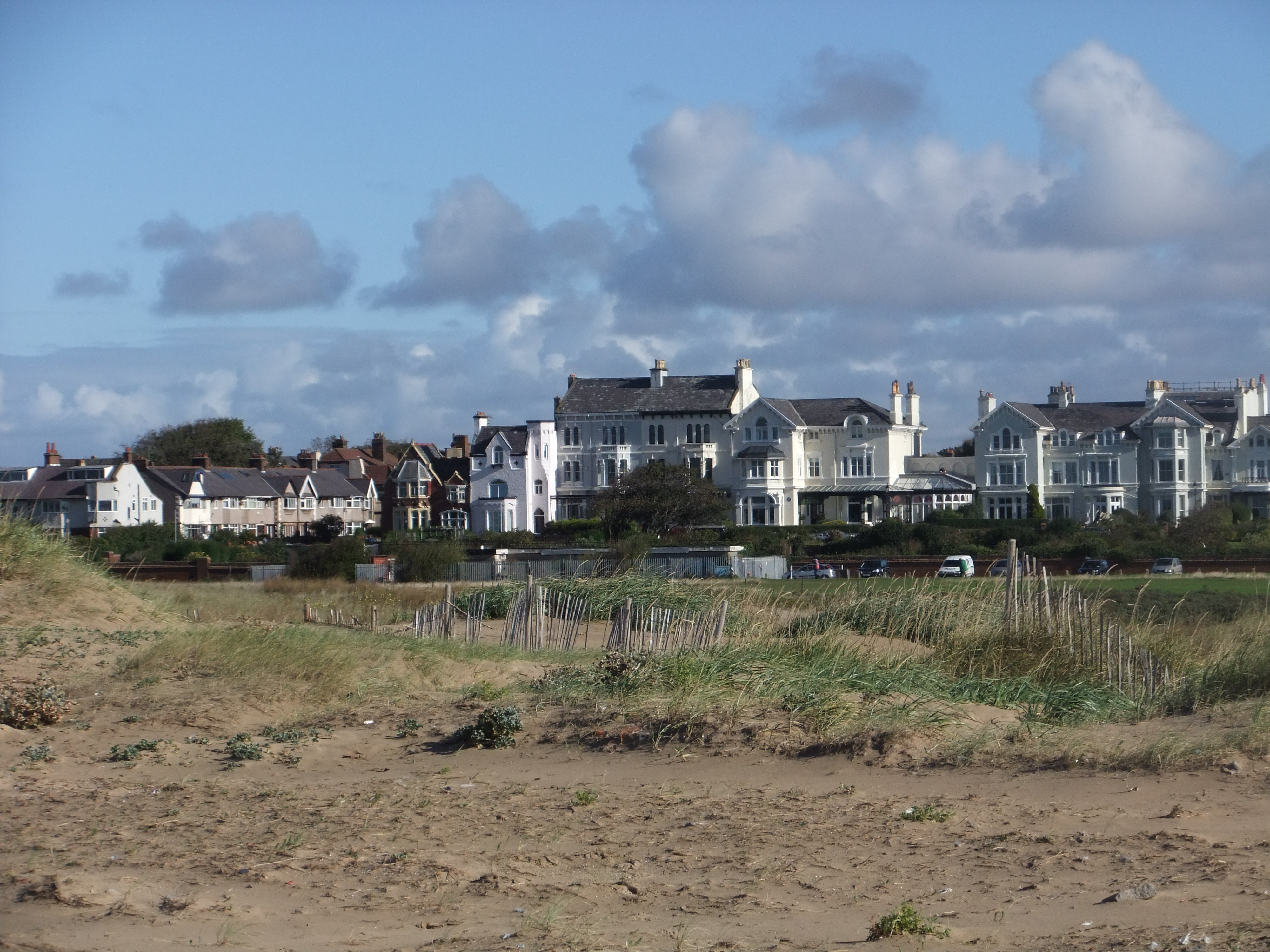
Sanddünen und Häuser in Waterloo

Waterloo ist ein Ortsteil des Metropolitain Borough of Sefton in der Grafschaft Merseyside, England, die historisch zu Lancashire gehört. Waterloo liegt direkt an der Irischen See und grenzt im Süden an Seaforth und im Norden an Crosby. Waterloo ist größtenteils eine Wohngegend für die wohlhabendere Bevölkerungsschicht. Zum Stadtbild gehören zahlreiche Villen im Viktorianischen Baustil. Über den Bahnhof Waterloo Station können die nahegelegenen Großstädte Liverpool und Southport mit der Merseyrail erreicht werden.
Waterloo hat seinen Namen von einem Strandhotel im Ort, dem Royal Waterloo Hotel, welches 1816 zur Feier des einjährigen Jubiläums der Schlacht bei Waterloo so genannt wurde.

## Bekannte Bewohner
- J. Bruce Ismay, Direktor der White Star Line[1]
- Edward John Smith, Kapitän der Titanic[2]
- Josh Kirkby, britischer Zeichner und Künstler